# Brasil Tennis Cup 2016
Brasil Tennis Cup 2016 — жіночий тенісний турнір, що проходив на відкритих кортах з твердим покриттям. Це був 4-й за ліком Brasil Tennis Cup. Належав до категорії International у рамках Туру WTA 2016. Відбувся у Флоріанополісі (Бразилія). Тривав з 31 липня до 5 серпня 2016 року.

## Очки і призові

### Розподіл очок
| Дисципліна       | П   | Ф   | ПФ  | ЧФ | 1/8 | 1/16 | Q   | Q2  | Q1  |
| Одиночний розряд | 280 | 180 | 110 | 60 | 30  | 1    | 18  | 12  | 1   |
| Парний розряд    | 280 | 180 | 110 | 60 | 1   | Н/Д  | Н/Д | Н/Д | Н/Д |

### Розподіл призових грошей
| Дисципліна       | П       | F       | ПФ      | ЧФ     | 1/8    | 1/16   | Q2     | Q1   |
| Одиночний розряд | $43,000 | $21,400 | $11,500 | $6,175 | $3,400 | $2,100 | $1,020 | $600 |
| Парний розряд    | $12,300 | $6,400  | $3,435  | $1,820 | $960   | Н/Д    | Н/Д    | Н/Д  |

## Учасниці основної сітки в одиночному розряді

### Сіяні
| Країна      | Гравчиня           | Рейтинг1 | Сіяна |
| ----------- | ------------------ | -------- | ----- |
| Сербія      | Єлена Янкович      | 27       | 1     |
| Румунія     | Ірина-Камелія Бегу | 30       | 2     |
| Пуерто-Рико | Моніка Пуїг        | 37       | 3     |
| Латвія      | Олена Остапенко    | 40       | 4     |
| Казахстан   | Юлія Путінцева     | 43       | 5     |
| Угорщина    | Тімеа Бабош        | 44       | 6     |
| Японія      | Нао Хібіно         | 75       | 7     |
| Японія      | Наомі Осака        | 87       | 8     |
| Бразилія    | Тельяна Перейра    | 94       | 9     |

- Рейтинг подано станом на 25 липня 2016.

### Інші учасниці
Нижче наведено учасниць, які отримали вайлдкард на участь в основній сітці:
- Марія Фернанда Алвеш
- Беатріс Аддад Майя
- Єлена Янкович

Нижче наведено гравчинь, які пробились в основну сітку через стадію кваліфікації:
- Монтсеррат Гонсалес
- Река Луца Яні
- Надія Кіченок
- Надя Подороска
- Валерія Соловйова
- Рената Сарасуа

Такі тенісистки потрапили в основну сітку як щасливі лузери:
- Мартіна Капурро Таборда
- Людмила Кіченок
- Лаура Пігоссі
- Емілі Веблі-Сміт

### Знялись з турніру
До початку турніру
- Анніка Бек → її замінила  Алізе Лім
- Маріана дуке-Маріньйо → її замінила  Людмила Кіченок
- Каролін Гарсія → її замінила  Александріна Найденова
- Сє Шувей → її замінила  Вероніка Сепеде Ройг
- Крістіна Кучова  → її замінила  Лаура Пігоссі
- Татьяна Марія → її замінила  Паула Крістіна Гонсалвіш
- Моніка Нікулеску → її замінила  Габріела Се
- Таміра Пашек → її замінила  Ольга Савчук
- Крістина Плішкова → її замінила  Анастасія Пивоварова
- Юлія Путінцева → її замінила  Емілі Веблі-Сміт
- Марія Саккарі → її замінила  Лаура Поус-Тіо
- Анастасія Севастова → її замінила  Ана Богдан
- Лаура Зігемунд → її замінила  Мартіна Капурро Таборда
- Леся Цуренко → її замінила  Каталіна Пелла

## Учасниці основної сітки в парному розряді

### Сіяні
| Країна            | Гравчиня               | Країна   | Гравчиня        | Рейтинг1 | Сіяна |
| ----------------- | ---------------------- | -------- | --------------- | -------- | ----- |
| Україна           | Людмила Кіченок        | Україна  | Надія Кіченок   | 150      | 1     |
| Китайський Тайбей | Чжуан Цзяжун           | Латвія   | Олена Остапенко | 163      | 2     |
| Угорщина          | Тімеа Бабош            | Угорщина | Река Луца Яні   | 184      | 3     |
| Болгарія          | Александріна Найденова | Іспанія  | Лаура Поус-Тіо  | 259      | 4     |

- Рейтинг подано станом на 25 липня 2016.

### Інші учасниці
Нижче наведено пари, які отримали вайлдкард на участь в основній сітці:
- Кароліна Мелігені Алвіс /  Луїза Стефані

## Переможниці

### Одиночний розряд
- Ірина-Камелія Бегу —  Тімеа Бабош, 2–6, 6–4, 6–3

### Парний розряд
- Людмила Кіченок /  Надія Кіченок —  Тімеа Бабош /  Река Луца Яні, 6–3, 6–1